# Seznam kódů zemí podle FIFA
Seznam kódů zemí podle FIFA je přehled třípísmenných zkratek stanovených Mezinárodní fotbalovou federací (FIFA) pro každý členský, ale i nečlenský stát této organizace. Tyto oficiální kódy jsou používány v soutěžích řízených Mezinárodní fotbalovou federací či jejími kontinentálními federacemi (AFC, CAF, CONCACAF, CONMEBOL, OFC a UEFA) k označování soupeřících mužstev v mezistátních fotbalových utkáních.
V současné době (2023) je stanoveno 211 kódů.

## Přehled kódů
| Země                     | Kód FIFA |
| ------------------------ | -------- |
| Afghánistán              | AFG      |
| Albánie                  | ALB      |
| Alžírsko                 | ALG      |
| Americká Samoa           | ASA      |
| Andorra                  | AND      |
| Angola                   | ANG      |
| Anguilla                 | AIA      |
| Antigua a Barbuda        | ATG      |
| Argentina                | ARG      |
| Arménie                  | ARM      |
| Aruba                    | ARU      |
| Austrálie                | AUS      |
| Rakousko                 | AUT      |
| Ázerbájdžán              | AZE      |
| Bahamy                   | BAH      |
| Bahrajn                  | BHR      |
| Bangladéš                | BAN      |
| Barbados                 | BRB      |
| Bělorusko                | BLR      |
| Belgie                   | BEL      |
| Belize                   | BLZ      |
| Benin                    | BEN      |
| Bermudy                  | BER      |
| Bhútán                   | BHU      |
| Bolívie                  | BOL      |
| Bosna a Hercegovina      | BIH      |
| Botswana                 | BOT      |
| Brazílie                 | BRA      |
| Britské Panenské ostrovy | VGB      |
| Brunej                   | BRU      |
| Bulharsko                | BUL      |
| Burkina Faso             | BFA      |
| Burundi                  | BDI      |
| Kambodža                 | CAM      |
| Kamerun                  | CMR      |
| Kanada                   | CAN      |
| Kapverdy                 | CPV      |
| Kajmanské ostrovy        | CAY      |
| Středoafrická republika  | CTA      |
| Čad                      | CHA      |
| Chile                    | CHI      |
| Čína                     | CHN      |
| Tchaj-wan                | TPE      |
| Kolumbie                 | COL      |
| Komory                   | COM      |
| Konžská republika        | CGO      |
| DR Kongo                 | COD      |
| Cookovy ostrovy          | COK      |
| Kostarika                | CRC      |
| Pobřeží slonoviny        | CIV      |
| Chorvatsko               | CRO      |
| Kuba                     | CUB      |
| Curaçao                  | CUW      |
| Kypr                     | CYP      |
| Česko                    | CZE      |

| Země                   | Kód FIFA |
| ---------------------- | -------- |
| Dánsko                 | DEN      |
| Džibutsko              | DJI      |
| Dominika               | DMA      |
| Dominikánská republika | DOM      |
| Ekvádor                | ECU      |
| Egypt                  | EGY      |
| Salvador               | SLV      |
| Anglie                 | ENG      |
| Rovníková Guinea       | EQG      |
| Eritrea                | ERI      |
| Estonsko               | EST      |
| Etiopie                | ETH      |
| Faerské ostrovy        | FRO      |
| Fidži                  | FIJ      |
| Finsko                 | FIN      |
| Francie                | FRA      |
| Gabon                  | GAB      |
| Gambie                 | GAM      |
| Gruzie                 | GEO      |
| Německo                | GER      |
| Ghana                  | GHA      |
| Gibraltar              | GIB      |
| Řecko                  | GRE      |
| Grenada                | GRN      |
| Guam                   | GUM      |
| Guatemala              | GUA      |
| Guinea                 | GUI      |
| Guinea-Bissau          | GNB      |
| Guyana                 | GUY      |
| Haiti                  | HAI      |
| Honduras               | HON      |
| Hongkong               | HKG      |
| Maďarsko               | HUN      |
| Island                 | ISL      |
| Indie                  | IND      |
| Indonésie              | IDN      |
| Írán                   | IRN      |
| Irák                   | IRQ      |
| Irsko                  | IRL      |
| Izrael                 | ISR      |
| Itálie                 | ITA      |
| Jamajka                | JAM      |
| Japonsko               | JPN      |
| Jordánsko              | JOR      |
| Kazachstán             | KAZ      |
| Keňa                   | KEN      |
| Jižní Korea            | KOR      |
| Kosovo                 | KOS      |
| Kuvajt                 | KUW      |
| Kyrgyzstán             | KGZ      |
| Laos                   | LAO      |
| Lotyšsko               | LVA      |
| Libanon                | LBN      |
| Lesotho                | LES      |
| Libérie                | LBR      |
| Libye                  | LBY      |

| Země                         | Kód FIFA |
| ---------------------------- | -------- |
| Lichtenštejnsko              | LIE      |
| Litva                        | LTU      |
| Lucembursko                  | LUX      |
| Macao                        | MAC      |
| Severní Makedonie            | MKD      |
| Madagaskar                   | MAD      |
| Malawi                       | MWI      |
| Malajsie                     | MAS      |
| Maledivy                     | MDV      |
| Mali                         | MLI      |
| Malta                        | MLT      |
| Mauritánie                   | MTN      |
| Mauricius                    | MRI      |
| Mexiko                       | MEX      |
| Moldavsko                    | MDA      |
| Mongolsko                    | MGL      |
| Černá Hora                   | MNE      |
| Montserrat                   | MSR      |
| Maroko                       | MAR      |
| Mosambik                     | MOZ      |
| Myanmar                      | MYA      |
| Namibie                      | NAM      |
| Nepál                        | NEP      |
| Nizozemsko                   | NED      |
| Nová Kaledonie               | NCL      |
| Nový Zéland                  | NZL      |
| Nikaragua                    | NCA      |
| Niger                        | NIG      |
| Nigérie                      | NGA      |
| Severní Irsko                | NIR      |
| Norsko                       | NOR      |
| Omán                         | OMA      |
| Pákistán                     | PAK      |
| Palestina                    | PLE      |
| Panama                       | PAN      |
| Papua Nová Guinea            | PNG      |
| Paraguay                     | PAR      |
| Peru                         | PER      |
| Filipíny                     | PHI      |
| Polsko                       | POL      |
| Severní Korea                | PRK      |
| Portugalsko                  | POR      |
| Portoriko                    | PUR      |
| Katar                        | QAT      |
| Rumunsko                     | ROU      |
| Rusko                        | RUS      |
| Rwanda                       | RWA      |
| Svatý Kryštof a Nevis        | SKN      |
| Svatá Lucie                  | LCA      |
| Svatý Vincenc a Grenadiny    | VIN      |
| Samoa                        | SAM      |
| San Marino                   | SMR      |
| Svatý Tomáš a Princův ostrov | STP      |
| Saúdská Arábie               | KSA      |
| Skotsko                      | SCO      |

| Země                      | Kód FIFA |
| ------------------------- | -------- |
| Senegal                   | SEN      |
| Srbsko                    | SRB      |
| Seychely                  | SEY      |
| Sierra Leone              | SLE      |
| Singapur                  | SGP      |
| Slovensko                 | SVK      |
| Slovinsko                 | SVN      |
| Šalomounovy ostrovy       | SOL      |
| Somálsko                  | SOM      |
| Jihoafrická republika     | RSA      |
| Španělsko                 | ESP      |
| Srí Lanka                 | SRI      |
| Jižní Súdán               | SSD      |
| Súdán                     | SDN      |
| Surinam                   | SUR      |
| Svazijsko                 | SWZ      |
| Švédsko                   | SWE      |
| Švýcarsko                 | SUI      |
| Sýrie                     | SYR      |
| Tahiti                    | TAH      |
| Tádžikistán               | TJK      |
| Tanzanie                  | TAN      |
| Thajsko                   | THA      |
| Východní Timor            | TLS      |
| Togo                      | TOG      |
| Tonga                     | TGA      |
| Trinidad a Tobago         | TRI      |
| Tunisko                   | TUN      |
| Turecko                   | TUR      |
| Turkmenistán              | TKM      |
| Turks a Caicos            | TCA      |
| Uganda                    | UGA      |
| Ukrajina                  | UKR      |
| SAE                       | UAE      |
| USA                       | USA      |
| Uruguay                   | URU      |
| Americké Panenské ostrovy | VIR      |
| Uzbekistán                | UZB      |
| Vanuatu                   | VAN      |
| Venezuela                 | VEN      |
| Vietnam                   | VIE      |
| Wales                     | WAL      |
| Jemen                     | YEM      |
| Zambie                    | ZAM      |
| Zimbabwe                  | ZIM      |

## Kódy nečlenských zemí FIFA
Následující kódy označují země nebo oblasti, které nejsou v současnosti (2023) členy FIFA, ale jejichž kódy používá FIFA pro zobrazení a uložení výsledků, nebo je používají jednotlivé konfederace na svých webových stránkách.
| Země nebo oblast   | Kód  | Konfederace |
| ------------------ | ---- | ----------- |
| Bonaire            | BES  | CONCACAF    |
| Bonaire            | BOE  | CONCACAF    |
| Francouzská Guyana | GUF  | CONCACAF    |
| Velká Británie     | GBR  | N/A         |
| Guadeloupe         | GLP  | CONCACAF    |
| Kiribati           | KIR  | OFC         |
| Martinik           | MTQ  | CONCACAF    |
| Niue               | NIU  | OFC         |
| Severní Mariany    | NMI  | AFC         |
| Réunion            | REU  | CAF         |
| Saint-Martin       | SMN  | CONCACAF    |
| Sint Maarten       | SXM  | CONCACAF    |
| Sint Maarten       | SMA  | CONCACAF    |
| Tuvalu             | TUV  | OFC         |
| Západní Sahara     | ESH  | CAF         |
| Západní Sahara     | SADR | CAF         |
| Zanzibar           | ZAN  | CAF         |

## Nepravidelné kódy
Níže vyjmenované kódy odkazují na země nebo závislá území, které v současnosti (2023) nejsou sdruženi ve FIFě. Ačkoli některé jsou členy nebo přidruženými členy jednotlivých kontinentálních federací, tyto kódy se v nich nepoužívají pravidelně.
| Země nebo oblast             | Kód |
| ---------------------------- | --- |
| Baskicko                     | BSQ |
| Katalánsko                   | CAT |
| Federativní státy Mikronésie | FSM |
| Grónsko                      | GRL |
| Marshallovy ostrovy          | MHL |
| Monako                       | MCO |
| Monako                       | MON |
| Nauru                        | NRU |

| Země nebo oblast        | Kód |
| ----------------------- | --- |
| Palau                   | PLW |
| Podněstří               | PMR |
| Svatý Bartoloměj        | BLM |
| Saint Pierre a Miquelon | SPM |
| Svatá Helena            | SHN |
| Vatikán                 | VAT |
| Wallis a Futuna         | WLF |
| Wallis a Futuna         | WAF |

## Zastaralé kódy zemí FIFA
Následující kódy jsou zastaralé ať už z důvodu, že země přestala existovat (rozdělila se na více států nebo se spojila) nebo se změnil název země či jen FIFA kód země.
| Země nebo oblast          | Kód |
| ------------------------- | --- |
| Čechy                     | BOH |
| Britská Guiana            | BGU |
| Britská Indie             | BIN |
| Barma                     | BUR |
| Středoafrická republika   | CAF |
| Cejlon                    | CEY |
| SNS                       | CIS |
| Československo            | TCH |
| Dahome                    | DAH |
| Nizozemská východní Indie | INH |
| NDR                       | GDR |
| SFR Jugoslávie            | FRY |
| Zlatonosné pobřeží        | GOC |
| Irsko                     | EIR |
| Kosovo                    | KVX |

| Země nebo oblast         | Kód |
| ------------------------ | --- |
| Libanon                  | LIB |
| Malajsko                 | MAL |
| Nizozemsko               | HOL |
| Nizozemské Antily        | ANT |
| Nové Hebridy             | HEB |
| Severní Vietnam          | VNO |
| Severní Jemen            | YAR |
| Severní Rhodesie         | NRH |
| Britský mandát Palestina | PAL |
| Rhodézie                 | RHO |
| Rumunsko                 | ROM |
| Sársko                   | SAA |
| Srbsko a Černá Hora      | SCG |
| Siam                     | SIA |
| Singapur                 | SIN |

| Země nebo oblast | Kód |
| ---------------- | --- |
| Jižní Vietnam    | SVM |
| Jižní Jemen      | YMD |
| Jižní Rhodesie   | SRH |
| Sovětský svaz    | URS |
| Súdán            | SUD |
| Surinam          | NGY |
| Tchaj-wan        | TAI |
| Tanganika        | TAA |
| SAR              | UAR |
| Horní Volta      | UPV |
| SRN              | FRG |
| Západní Samoa    | WSM |
| Jugoslávie       | YUG |
| Zair             | ZAI |